# Clubiona analis
Clubiona analis är en spindelart som beskrevs av Tord Tamerlan Teodor Thorell 1895. Clubiona analis ingår i släktet Clubiona och familjen säckspindlar. Inga underarter finns listade i Catalogue of Life.